# 3FM Serious Request 2023
3FM Serious Request 2023 was de eenentwintigste editie van 3FM Serious Request. Het evenement vond plaats tussen 17 december en 24 december 2023. Deze editie stond in het teken van de ziektes ALS, PSMA en PLS. Dit jaar vond de goededoelenactie plaats in Nijmegen waar het glazen huis op de Grote Markt stond.

## Invulling
Dit jaar werden wederom drie dj's opgesloten in het glazen huis: Wijnand Speelman (eerder in 2020), Barend van Deelen (eerder in 2022) en Sophie Hijlkema (eerder in 2020 en 2022). Naast het obstakel dat de dj's niet mogen eten, mogen ze dit jaar hun mobiele telefoon niet meenemen. Contact met het thuisfront is dit jaar dus alleen maar mogelijk via bezoek aan het Glazen Huis en via de radio.
Dit jaar is er voor het eerst ook een podcast voorafgaand aan 3FM Serious Request: Glazen Huisgenoten. Deze podcast is te beluisteren via de 3FM-app, NPO Luister of andere podcastplatforms.

## Verloop
Tijdens de opbouw van het Glazen Huis in Nijmegen is tijdens de nacht van 13 op 14 december koper gestolen uit de uitzendkabels. De organisatie moest daardoor nieuwe kabels regelen. Door deze diefstal is de beveiliging rondom het Huis opgeschroefd.
Barend had tijdens de actieweek last van zijn stem. Hij masseerde zijn stembanden door te bubbelen. Op 22 december begon hij vanwege deze reden een uur later met zijn programma, Sophie bleef een uur langer achter de microfoon zitten.
In de nacht van 22 op 23 december startten Barend en Wijnand de actie om zichzelf kaal te scheren als er voor het einde van Serious Request € 50.000 gedoneerd zou worden. 23 december rond vijf uur 's middags werd het streefbedrag al bereikt. Om half zeven diezelfde dag werden ze allebei kaalgeschoren door een kapper, dit was live op de radio te horen.
Op 23 december lag de website van 3FM tussen 17 uur en 17.35 uur er door bijna heel Nederland uit. Hierdoor kon er tijdelijk niet gedoneerd worden en geen platen meer aangevraagd worden.

### Tijdschema[3]
| DagTijdslot | 17 december                            | 18 december | 19 december | 20 december | 21 december | 22 december | 23 december | 24 december                          |
| ----------- | -------------------------------------- | ----------- | ----------- | ----------- | ----------- | ----------- | ----------- | ------------------------------------ |
| 02:00-06:00 |                                        | Barend      | Sophie      | Barend      | Sophie      | Barend      | Wijnand     | Barend                               |
| 06:00-10:00 |                                        | Wijnand     | Wijnand     | Wijnand     | Wijnand     | Wijnand     | Sophie      | Sophie                               |
| 10:00-14:00 |                                        | Sophie      | Sophie      | Sophie      | Sophie      | Sophie      | Wijnand     | Barend                               |
| 14:00-18:00 |                                        | Barend      | Barend      | Barend      | Barend      | Barend      | Barend      | Wijnand                              |
| 18:00-22:00 | (vanaf 19:40) Barend, Sophie & Wijnand | Wijnand     | Sophie      | Wijnand     | Sophie      | Sophie      | Wijnand     | (tot 20:10) Barend, Sophie & Wijnand |
| 22:00-02:00 | Sophie                                 | Barend      | Wijnand     | Barend      | Wijnand     | Barend      | Sophie      |                                      |

## Media
| Programma                                | Invulling                                                                                     | Presentatie                                                                     | Uitzenddata                                                            | Zender      | Omroep  |
| ---------------------------------------- | --------------------------------------------------------------------------------------------- | ------------------------------------------------------------------------------- | ---------------------------------------------------------------------- | ----------- | ------- |
| Serious Christmas                        | Spelshow met kerstchallenges tussen BN'ers.                                                   | Mark Baanders                                                                   | woensdag 6 t/m zaterdag 23 december (22.05)                            | NPO 3       | PowNed  |
| Kinderen voor Kinderen: In Actie         | Kinderen van Kinderen komt in actie voor kinderen die hulp nodig hebben.                      | Raïsha Zeegelaar                                                                | zaterdag 16 december (09.00)                                           | NPO Zapp    | BNNVARA |
| 3FM Serious Request: De Opening          | De live-opening met de opsluiting.                                                            | Vera Siemons en Annefleur Schipper                                              | zondag 17 december (19.40)                                             | NPO 3       | NTR     |
| 3FM Serious Request: Update              | Updates van de dj's in het Glazen Huis.                                                       | Rob Janssen                                                                     | maandag 18 t/m zondag 24 december (verschillende tijden)               | NPO 1       | NTR     |
| 3FM Serious Request: De Tussenstand      | De tussenstand van de goededoelenactie wordt live bekend gemaakt.                             | Rob Janssen                                                                     | maandag 18 t/m zaterdag 23 december (19.50) zondag 24 december (14.50) | NPO 1       | NTR     |
| 3FM Serious Request: Avondgasten         | De dagelijkse gasten worden klaargestoomd.                                                    | Vera Siemons en Annefleur Schipper                                              | 18, 19, 21 en 22 december (19.25) 23 december (20.25)                  | NPO 3       | NTR     |
| 3FM Serious Request: Een Huis Vol Glazen | Programma waarin geld opgehaald wordt vanuit een bruisend café.                               | Nellie Benner Verslaggeving: Rutger Castricum, Filemon Wesselink, Mark Baanders | maandag 18 t/m zaterdag 23 december (23.15)                            | NPO 3       | PowNed  |
| Het Klokhuis: Mijn Vader Heeft ALS       | Interview met gezin dat te maken heeft met ALS.                                               | Janouk Kelderman                                                                | vrijdag 22 december                                                    | NPO Zapp    | NTR     |
| 3FM Serious Request: De Finale           | Afsluiting van Serious Request waarin de dj's het Huis verlaten en de eindstand bekend wordt. | Vera Siemons en Annefleur Schipper                                              | zondag 24 december (19.40)                                             | NPO 3       | NTR     |
| Podcast: Glazen Huisgenoten              | De drie dj's gaan met elkaar in gesprek over een thema.                                       | Wijnand Speelman, Sophie Hijlkema en Barend van Deelen                          |                                                                        | NPO Luister |         |

## Verslaggevers en andere dj's
| Verslaggever                                                                      | Actie                                                      |
| --------------------------------------------------------------------------------- | ---------------------------------------------------------- |
| Rob Janssen                                                                       | Presentatie van tussenstand en updates                     |
| Vera Siemons en Annefleur Schipper                                                | Presentatie van de opening, Avondgasten en de finale.      |
| Jorien Renkema Jaimy de Ruijter                                                   | Updates vanuit de 3FM-studio                               |
| Olivier Bakker Andres Odijk                                                       | Presentatie podium                                         |
| Ivo van Breukelen Mart Meijer Yoeri Leeflang                                      | Verslaggeving vanaf het plein                              |
| Mai Verbij Jamie Reuter Mark van der Molen                                        | Verslaggeving acties door het land                         |
| Sebastiaan Ockhuysen                                                              | Voorlichtingen over ALS geven op scholen                   |
| Floris Molenaar Sebastiaan Ockhuysen Annan Verboom                                | Verslaggeving 3FM Tosti Kar                                |
| Tom de Graaf Joe Stam                                                             | Koffie verkopen aan Glazen Huisbezoekers                   |
| Nellie Benner                                                                     | Presentatie 3FM Serious Request: Een Huis Vol Glazen       |
| Rutger Castricum, Filemon Wesselink, Mark Baanders en andere PowNed-verslaggevers | Verslaggeving bij 3FM Serious Request: Een Huis Vol Glazen |

## Gasten en optredens

### Gasten
| Dag                   | Gast |
| --------------------- | --- |
| zondag 17 december    | Hubert Bruls |
| maandag 18 december   | Duncan Tromp Anna Gimbrère (Avondgast)                                                                                                  |
| dinsdag 19 december   | Maik de Boer (Nachtgast) Sophie Milzink Nick Toet Fernando Halman (Avondgast)                                                           |
| woensdag 20 december  | Thomas van Groningen (Nachtgast) Julia Heetman Rob Geus Sjaak Kraantje Pappie (Avondgast)                                               |
| donderdag 21 december | Nellie Benner (Nachtgast) Olof Ormeling Co Stompé Trijntje Oosterhuis & Alain Clark Victor Abeln Natasja Froger Roxy Dekker (Avondgast) |
| vrijdag 22 december   | Lars van Velsum & Joop Buyt (Nachtgast) Tom Coronel Daniël Lippens & Igmar Felicia Tante Joke Karaoke Band Shary-An (Avondgast)         |
| zaterdag 23 december  | Dionne Stax (Nachtgast) Loek Peters Mark Baanders Jody Bernal (Avondgast)                                                               |
| zondag 24 december    | Guido Weijers (Nachtgast) Melanie Ryan Ronnie Ruysdael Bas Nijhuis                                                                      |

### Line-up[6]
| Tijdstip    | Zo 17 december                | Ma 18 december                                      | Di 19 december                                                     | Woe 20 december                        | Do 21 december                                | Vrij 22 december                                                           | Za 23 december                        | Zo 24 december       |
| ----------- | ----------------------------- | --------------------------------------------------- | ------------------------------------------------------------------ | -------------------------------------- | --------------------------------------------- | -------------------------------------------------------------------------- | ------------------------------------- | -------------------- |
| 7.40 8.40   |                               | The Indien                                          | Lucas Hamming                                                      | OG3NE                                  | Albin Lee Meldau                              | Wende Snijders                                                             | Tim Dawn                              | Néomí                |
| 17.20       |                               | Adriaan Persons                                     | WIES                                                               | S10                                    | The Vices                                     | Blanks                                                                     | Goldkimono                            |                      |
| 18.55 19.40 | Diggy Dex                     |                                                     |                                                                    |                                        |                                               |                                                                            |                                       | The Partysquad       |
| 20.00 20.30 |                               | Anna-Rose Clayton                                   | Claude                                                             | Prins S. en De Geit                    | Kraantje Pappie                               | Dio                                                                        | MEAU                                  | Dekoor Close Harmony |
| 20.50       |                               |                                                     | Kris Kross Amsterdam                                               | Trobi                                  | Eelke Kleijn                                  | FeestDJRuud                                                                | Lucas & Steve                         |                      |
| 21.00 21.10 |                               | Tom Odell                                           | SERA                                                               | Only The Poets                         | Chef'Special                                  | De Staat                                                                   | La Fuente                             |                      |
| 22.00       | Sunnery James & Ryan Marciano | Hardstyle Avond met Wildstylez, Headhunterz en Sefa | 50 Jaar Hiphop-Avond gehost door Fernando Halman met Adje en Kevin | Nederpop Avond met o.a. Abel en I.O.S. | Studentenavond met René Froger en Roxy Dekker | Nijmeegse Avond gehost door De Staat met Kaboutertje Putlucht en Waltzburg | Zeroes Avond met Jody Bernal en Ch!pz |                      |
| 22.40       | Pete Philly & Perquisite      |                                                     |                                                                    |                                        |                                               |                                                                            |                                       |                      |

## Statistieken

### Tussenstanden
Dagelijks maakt 3FM bekend wat de tussenstand van het opgehaalde geldbedrag is.
| Dag                   | Tussenstand   |
| --------------------- | ------------- |
| Maandag 18 december   | € 791.646     |
| Dinsdag 19 december   | € 1.214.708   |
| Woensdag 20 december  | € 1.832.470   |
| Donderdag 21 december | € 2.637.002   |
| Vrijdag 22 december   | € 3.571.923   |
| Zaterdag 23 december  | € 4.702.411   |
| Zondag 24 december    | € 5.884.320   |
| Eindstand             | € 7.502.981,- |

### Meest aangevraagde plaat
| Dag                   | Plaat                              |
| --------------------- | ---------------------------------- |
| maandag 18 december   | Tonight - Son Mieux                |
| dinsdag 19 december   | Engelbewaarder - Marco Schuitmaker |
| woensdag 20 december  | Engelbewaarder - Marco Schuitmaker |
| donderdag 21 december | Engelbewaarder - Marco Schuitmaker |
| vrijdag 22 december   | Tonight - Son Mieux                |
| zaterdag 23 december  | Tonight - Son Mieux                |
| zondag 24 december    |                                    |

### Top 5 acties[13]
| Actienaam                    | Opgehaalde bedrag | Streefbedrag | Organisator            |
| ---------------------------- | ----------------- | ------------ | ---------------------- |
| Noabers in actie tegen ALS   | € 121.004         | € 15.000     | Roessingh en FC Twente |
| Champie Sampie               | € 73.093          | € 50.000     | Team Sunny             |
| Kiekje voor Sytse            | € 63.035          | € 800        | Kiekje voor Sytse      |
| Schaijk 24 uur voor Zoë      | € 56.821          | € 10.000     | GWON Schaijk           |
| Davy fietst met ALS voor ALS | € 54.455          | € 50.000     | Davy van Dijk          |